# Hrobka rodu Schaumburg-Lippe (Náchod)
Hrobka rodu Schaumburg-Lippe je pohřebiště náchodské linie německého knížecího rodu Schaumburg-Lippe na Vojenském hřbitově v Náchodě. Hřbitov se nachází přibližně 900 metrů západně od náchodského zámku v ulici Alej Kateřiny Zaháňské a má podobu romantické zříceniny kostela. V roce 1867 ho založil Vilém ze Schaumburg-Lippe (1834–1906). Ke slavnostnímu vysvěcení došlo o tři roky později. Hrobka má dvě části. Čtyři příslušníci starší generace byli pohřbeni na ohrazeném oddělení na západní straně větší – západní části hřbitova. Další členové rodu byli pohřbeni na později přistavěné menší – východní části hřbitova. Rod Schaumburg-Lippe vlastnil zámek v Náchodě v letech 1842–1945. První pohřeb se konal v roce 1902, poslední v roce 2020. Většina pohřbených má svůj náhrobek s textem, některé jsou zakončeny křížem.

## Seznam pohřbených

### Chronologicky podle data úmrtí
V tabulce jsou uvedeny základní informace o pohřbených. Fialově jsou vyznačeni příslušníci rodu Schaumburg-Lippe, žlutě jsou vyznačeny manželky, pokud zde byly pohřbeny. Červeně jsou zvýrazněni majitelé zámku Náchod. Zeleně jsou vyznačeny osoby pohřbené ve starší hrobce, modře v novější hrobce. Rod Lippe je doložen od 13. století. V roce 1647 se od něj oddělila linie Schaumburg-Lippe. Zde jsou generace počítány od Filipa I. ze Schaumburg-Lippe (1601–1681). U manželek je generace v závorce a týká se generace manžela. Děti jsou vypsány v poznámce u matky, avšak pokud byla matka pohřbena jinde, jsou děti uvedeny v poznámce u otce.
| Po-řadí | Gene-race | Jméno pohřbeného                                                      | Datum a místo narození                              | Otec | Datum a místo sňatku, choť                                                                                   | Pohřeb a uložení do hrobky | Poznámky |
| Po-řadí | Gene-race | Jméno pohřbeného                                                      | Datum a místo úmrtí                                 | Matka | Datum a místo sňatku, choť                                                                                   | Pohřeb a uložení do hrobky | Poznámky |
| ------- | --------- | --------------------------------------------------------------------- | --------------------------------------------------- | --- | --- | --- | --- |
| 1.      | 7.        | Nepojmenovaný syn                                                     | 26. 6. 1874 Ratibořice                              | Vilém ze Schaumburg-Lippe (č. 4)                                                                           | | Pohřben 2. 7. 1874 v zámecké hrobce v Náchodě. | Princ zemřel ve věku jednoho dne na psotník. Bez náhrobku. |
| 1.      | 7.        | Nepojmenovaný syn                                                     | 27. 6. 1874 Ratibořice                              | Batilda Anhaltsko-Desavská (č. 3)                                                                          | | Pohřben 2. 7. 1874 v zámecké hrobce v Náchodě. | Princ zemřel ve věku jednoho dne na psotník. Bez náhrobku. |
| 2.      | 7.        | František Josef (Franz Joseph) ze Schaumburg-Lippe                    | 8. 10. 1865 Ratibořice                              | Vilém (Wilhelm) ze Schaumburg-Lippe (č. 4)                                                                 | | Pohřební obřad se konal 8. 9. 1881 v Ratibořicích, následně byly ostatky uloženy v zámecké hrobce v Náchodě. Dne 30. 4. 1902 byly ostatky převezeny na vojenský hřbitov. | Princ zemřel ve věku 15 let na tuberkulózu. |
| 2.      | 7.        | František Josef (Franz Joseph) ze Schaumburg-Lippe                    | 4. 9. 1881 Ratibořice                               | Batilda (Bathildis) Anhaltsko-Desavská (č. 3)                                                              | | Pohřební obřad se konal 8. 9. 1881 v Ratibořicích, následně byly ostatky uloženy v zámecké hrobce v Náchodě. Dne 30. 4. 1902 byly ostatky převezeny na vojenský hřbitov. | Princ zemřel ve věku 15 let na tuberkulózu. |
| 3.      | (6.)      | Batilda (Bathildis) Amalgunde Anhaltsko-Desavská                      | 29. 12. 1837 Desava (Dessau)                        | Fridrich August Anhaltsko-Desavský 23. 9. 1799 Dessau – 4. 12. 1864 Dessau                                 | 30. 5. 1862 Desava (Dessau): Vilém ze Schaumburg-Lippe (č. 4)                                                | Pohřbena 15. 2. 1902 na hřbitově u bílého kříže v Náchodě. | Princezna zemřela ve věku 64 let na mrtvici. Narodily se jí následující děti: - 1. Charlotte, provd. Württemberská (1864–1946; pohřbena na Starém hřbitově v Ludwigsburgu), královna württemberská - 2. František Josef (1865–1881; č. 2) - 3. Friedrich (1868–1945; č. 6) - 4. Albrecht (1869–1942; pohřben na hřbitově v Pfaffstättu) - 5. Maximilian (1871–1904; pohřben na Novém hřbitově v Ludwigsburgu) - 6. Bathildis, provd. Waldecko-Pyrmontská (1873–1962; pohřbena na Knížecím dědičném pohřebišti ve Rhodenu) - 7. syn (*/† 1874; č. 1) - 8. Adelheid, provd. Sasko-Altenburská (1875–1971; pohřbena na zahradě u mauzolea v Bückeburgu) - 9. Alexandra (1879–1949; pohřbena v mauzoleu v Bückeburgu) |
| 3.      | (6.)      | Batilda (Bathildis) Amalgunde Anhaltsko-Desavská                      | 10. 2. 1902 Náchod                                  | Marie Hesensko-Kasselská 9. 5. 1814 Kodaň – 28. 7. 1895 zámek Hohenburg, Lenggries, Bavorsko               | 30. 5. 1862 Desava (Dessau): Vilém ze Schaumburg-Lippe (č. 4)                                                | Pohřbena 15. 2. 1902 na hřbitově u bílého kříže v Náchodě. | Princezna zemřela ve věku 64 let na mrtvici. Narodily se jí následující děti: - 1. Charlotte, provd. Württemberská (1864–1946; pohřbena na Starém hřbitově v Ludwigsburgu), královna württemberská - 2. František Josef (1865–1881; č. 2) - 3. Friedrich (1868–1945; č. 6) - 4. Albrecht (1869–1942; pohřben na hřbitově v Pfaffstättu) - 5. Maximilian (1871–1904; pohřben na Novém hřbitově v Ludwigsburgu) - 6. Bathildis, provd. Waldecko-Pyrmontská (1873–1962; pohřbena na Knížecím dědičném pohřebišti ve Rhodenu) - 7. syn (*/† 1874; č. 1) - 8. Adelheid, provd. Sasko-Altenburská (1875–1971; pohřbena na zahradě u mauzolea v Bückeburgu) - 9. Alexandra (1879–1949; pohřbena v mauzoleu v Bückeburgu) |
| 4.      | 6.        | Vilém (Wilhelm) ze Schaumburg-Lippe                                   | 12. 12. 1834 Bückeburg, Dolní Sasko                 | Jiří Vilém (Georg Wilhelm) ze Schaumburg-Lippe 20. 12. 1784 Bückeburg – 21. 11. 1860 Bückeburg             | 30. 5. 1862 Desava (Dessau): Batilda Anhaltsko-Desavská (č. 3)                                               | Pohřben 9. 4. 1906 na vojenském hřbitově u bílého kříže v Náchodě. | Zakladatel, tedy 1. hlava náchodské sekundogenitury (1860–1906). C. k. generál jezdectva (1901). Poslanec Českého zemského sněmu (1867–1870, 1872–1883), dědičný člen Panské sněmovny rakouské Říšské rady (11867–1906). Majitel velkostatků Náchod, Ratibořice a Chvalkovice (1860–1906). Zemřel ve věku 71 let na mrtvici. |
| 4.      | 6.        | Vilém (Wilhelm) ze Schaumburg-Lippe                                   | 4. 4. 1906 Ratibořice                               | Ida z Waldeck-Pyrmontu 26. 9. 1796 Rhoden – 12. 4. 1869 Menton                                             | 30. 5. 1862 Desava (Dessau): Batilda Anhaltsko-Desavská (č. 3)                                               | Pohřben 9. 4. 1906 na vojenském hřbitově u bílého kříže v Náchodě. | Zakladatel, tedy 1. hlava náchodské sekundogenitury (1860–1906). C. k. generál jezdectva (1901). Poslanec Českého zemského sněmu (1867–1870, 1872–1883), dědičný člen Panské sněmovny rakouské Říšské rady (11867–1906). Majitel velkostatků Náchod, Ratibořice a Chvalkovice (1860–1906). Zemřel ve věku 71 let na mrtvici. |
| 5.      | (7.)      | Luisa Karolína Dánská z rodu Schleswig-Holstein-Sonderburg-Glücksburg | 17. 2. 1875 Kodaň                                   | Frederik VIII. Dánský 3. 6. 1843 Kodaň – 14. 5. 1912 Hamburk                                               | 5. 5. 1896 Kodaň (Amalienborg): Friedrich ze Schaumburg-Lippe (č. 6)                                         | | Narodily se jí následující děti: - 1. Marie Luise Dagmar, provd. Pruská (1897–1938; pohřbena na Hohenzollernském hřbitově (Hřbitově princů) v Klein-Glienicke) - 2. Christian (1898–1974; pohřben na zahradě u mauzolea v Bückeburgu), 3. hlava náchodské sekundogenitury (1945–1974) - 3. Stephanie, provd. zu Bentheim und Steinfurt (1899–1925; pohřbena na rodinném hřbitově v parku Bagno v Burgsteinfurtu) |
| 5.      | (7.)      | Luisa Karolína Dánská z rodu Schleswig-Holstein-Sonderburg-Glücksburg | 4. 4. 1906 Ratibořice                               | Luisa Švédská z rodu Bernadotte 31. 10. 1851 Stockholm – 20. 3. 1926 Kodaň                                 | 5. 5. 1896 Kodaň (Amalienborg): Friedrich ze Schaumburg-Lippe (č. 6)                                         | | Narodily se jí následující děti: - 1. Marie Luise Dagmar, provd. Pruská (1897–1938; pohřbena na Hohenzollernském hřbitově (Hřbitově princů) v Klein-Glienicke) - 2. Christian (1898–1974; pohřben na zahradě u mauzolea v Bückeburgu), 3. hlava náchodské sekundogenitury (1945–1974) - 3. Stephanie, provd. zu Bentheim und Steinfurt (1899–1925; pohřbena na rodinném hřbitově v parku Bagno v Burgsteinfurtu) |
| 6.      | 7.        | Bedřich (Friedrich) ze Schaumburg-Lippe                               | 30. 1. 1868 Ratibořice                              | Vilém ze Schaumburg-Lippe (č. 4)                                                                           | 5. 5. 1896 Kodaň (Amalienborg): Luisa Dánská (č. 5)                                                          | Pohřben 18. 12. 1945 na Vojenském hřbitově za zámkem. | 2. hlava náchodské sekundogenitury (1906–1945). Generálmajor (1917). Dědičný člen Panské sněmovny rakouské Říšské rady (1908–1918). Majitel velkostatku a zámku Náchod (1906–1945). Švagr dánského krále Kristiána X. (vládl 1912–1947), norského krále Haakona VII. (vládl 1905–1957) a posledního württemberského krále Viléma II. (1891–1918). V druhém manželství se mu narodily následující děti: - 4. Leopold (1910–2006; č. 7) - 5. Wilhelm (1912–1938; pohřben na Hohenzollernském hřbitově (Hřbitově princů) v Klein-Glienicke) |
| 6.      | 7.        | Bedřich (Friedrich) ze Schaumburg-Lippe                               | 12. 12. 1945 Žakš (německy Sackisch, polsky Zakrze) | Batilda Anhaltsko-Desavská (č. 3)                                                                          | 26. 5. 1909 Dessau: Antoinette Anhaltská 3. 3. 1885 zámek Georgium – 3. 4. 1963 Dessau                       | Pohřben 18. 12. 1945 na Vojenském hřbitově za zámkem. | 2. hlava náchodské sekundogenitury (1906–1945). Generálmajor (1917). Dědičný člen Panské sněmovny rakouské Říšské rady (1908–1918). Majitel velkostatku a zámku Náchod (1906–1945). Švagr dánského krále Kristiána X. (vládl 1912–1947), norského krále Haakona VII. (vládl 1905–1957) a posledního württemberského krále Viléma II. (1891–1918). V druhém manželství se mu narodily následující děti: - 4. Leopold (1910–2006; č. 7) - 5. Wilhelm (1912–1938; pohřben na Hohenzollernském hřbitově (Hřbitově princů) v Klein-Glienicke) |
| 7.      | 8.        | Leopold ze Schaumburg-Lippe                                           | 21. 2. 1910 Náchod                                  | Bedřich ze Schaumburg-Lippe (č. 6)                                                                         | | 2006 | |
| 7.      | 8.        | Leopold ze Schaumburg-Lippe                                           | 25. 1. 2006 Bad Waldsee, Bádensko-Württembersko     | Antoinette Anhaltská 3. 3. 1885 zámek Georgium – 3. 4. 1963 Dessau                                         | | 2006 | |
| 8.      | 9.        | Waldemar ze Schaumburg-Lippe                                          | 19. 12. 1940 zámek Klein Glienicke u Postupimi      | Christian ze Schaumburg-Lippe 20. 2. 1898 Šoproň – 13. 7. 1974 Bückeburg                                   | 10. 9. 1977 Karlebo (rozvedeni 1991): Anne-Lise Johansen 8. 8. 1946 Kodaň – 27. 7. 1994 Dronningmole, Dánsko | Urna s popelem uložena do země na Vojenském hřbitově 7. 9. 2020. | Bratranec dánské královny Margrethe II. Narodila se mu dcera: - Eleonore-Christine (* 1978) Legitimně přijal syna své poslední manželky: - Mario Max (původně Mario-Helmut Wagner; * 1977) |
| 8.      | 9.        | Waldemar ze Schaumburg-Lippe                                          | 19. 12. 1940 zámek Klein Glienicke u Postupimi      | Christian ze Schaumburg-Lippe 20. 2. 1898 Šoproň – 13. 7. 1974 Bückeburg                                   | 15. 5. 2001 Hamburk (rozvedeni 2002): Karin Grundmann * 9. 12. 1962                                          | Urna s popelem uložena do země na Vojenském hřbitově 7. 9. 2020. | Bratranec dánské královny Margrethe II. Narodila se mu dcera: - Eleonore-Christine (* 1978) Legitimně přijal syna své poslední manželky: - Mario Max (původně Mario-Helmut Wagner; * 1977) |
| 8.      | 9.        | Waldemar ze Schaumburg-Lippe                                          | 11. 8. 2020 USA                                     | Feodora Dánská z rodu Schleswig-Holstein-Sonderburg-Glücksburg 3. 7. 1910 Gentofte – 17. 3. 1975 Bückeburg | 2002 Wilhelmshaven (rozvedeni 2003): Ruth Schneidewind * 4. 8. 1949                                          | Urna s popelem uložena do země na Vojenském hřbitově 7. 9. 2020. | Bratranec dánské královny Margrethe II. Narodila se mu dcera: - Eleonore-Christine (* 1978) Legitimně přijal syna své poslední manželky: - Mario Max (původně Mario-Helmut Wagner; * 1977) |
| 8.      | 9.        | Waldemar ze Schaumburg-Lippe                                          | 11. 8. 2020 USA                                     | Feodora Dánská z rodu Schleswig-Holstein-Sonderburg-Glücksburg 3. 7. 1910 Gentofte – 17. 3. 1975 Bückeburg | 20. 9. 2008 Vídeň (Schönbrunn): Gertraud Antonia Wagner-Schöppl * 21. 9. 1956                                | Urna s popelem uložena do země na Vojenském hřbitově 7. 9. 2020. | Bratranec dánské královny Margrethe II. Narodila se mu dcera: - Eleonore-Christine (* 1978) Legitimně přijal syna své poslední manželky: - Mario Max (původně Mario-Helmut Wagner; * 1977) |

### Podle uložení
| Západní část | Západní část                              | Západní část                     |
| --- | ----------------------------------------- | -------------------------------- |
| Bathildis Amalgunde (č. 3) 1837–1902 | Vilém (č. 4) 1834–1906                    | František Josef (č. 2) 1865–1881 |
| HIER RUHET inmitten der Gräber kaiserlicher Krieger die Sie mit liebender Sorgfalt schmückte BATHILDIS AMALGUNDE PRINZESSIN WILHELM ZU SCHAUMBURG-LIPPE, HERRIN AUF NACHOD geb. Prinzessin von Anhalt, Herzogin von Sachsen Engern etc. + Dessau 29./XII. 1837. vermählt 30./V. 1862. † Schloss Nachod 10./II. 1902. Ein Vorbild edler Frauentugenden erwarb Sie sich durch edle Hoheit und Demuth gegen Gott die Liebe der Menschen GESEGNET BLEIBT JHR ANDENKEN! | ??? WILHELM PRINZ ZU SCHAUMBURG-LIPPE ??? | FRANZ JOSEPH ???                 |

| Východní část | Východní část                                                                                                 | Východní část                                                  |
| --- | --- | -------------------------------------------------------------- |
| | kříž |                                                                |
| Luisa (č. 5) 1875–1906 | Bedřich (č. 6) 1868–1945                                                                                      | Leopold (č. 7) 1910–2006                                       |
| LOUISE PRINZESSIN FRIEDRICH ZU SCHAUMBURG-LIPPE geb. Prinzessin von DÄNEMARK Kopenhagen ??? 1875 vermählt ??? 1896 † Schloss Ratoborschitz 1906 Die edelste und beste Frau und Mutter GESEGNET BLEIBT JHR ANDENKEN! | FRIEDRICH PRINZ ZU SCHAUMBURG-LIPPE * 30. I. 1868 † 12. XII. 1945                                             | LEOPOLD PRINZ ZU SCHAUMBURG-LIPPE * 21. II. 1910 † 25. I. 2006 |
| | Waldemar (č. 8) 1940–2020                                                                                     |                                                                |
| | ??? WALDEMAR PRINZ ZU SCHAUMBURG-LIPPE 19. DEC 1940 – 11. AUG 2020 IN LIEBE ??? PRINZESSIN ELEONORE CHRISTINE |                                                                |

### Příbuzenské vztahy pohřbených
Následující schéma znázorňuje příbuzenské vztahy. Červeně orámovaní byli pohřbeni na Vojenském hřbitově, modře je zvýrazněn Jiří Vilém ze Schaumburg-Lippe (1784–1860), který koupil náchodské panství. Arabské číslice odpovídají pořadí úmrtí podle předchozí tabulky. Římské číslice představují pořadí manželky, pokud se někdo oženil více než jednou. Sedmá generace je na dvou řádcích. Vzhledem k účelu schématu se nejedná o kompletní rodokmen.
|                                                  |                                                  |                                                  |                                                  |                                                  |                                                  |                                        |                                        |                                        |                                        |                                        |                                        | Jiří Vilém ze Schaumburg-Lippe 1784–1860 1. kníže | Jiří Vilém ze Schaumburg-Lippe 1784–1860 1. kníže | Jiří Vilém ze Schaumburg-Lippe 1784–1860 1. kníže | Jiří Vilém ze Schaumburg-Lippe 1784–1860 1. kníže | Jiří Vilém ze Schaumburg-Lippe 1784–1860 1. kníže | Jiří Vilém ze Schaumburg-Lippe 1784–1860 1. kníže |                                         |                                         | Ida z Waldeck-Pyrmontu 1796–1869        | Ida z Waldeck-Pyrmontu 1796–1869        | Ida z Waldeck-Pyrmontu 1796–1869       | Ida z Waldeck-Pyrmontu 1796–1869       | Ida z Waldeck-Pyrmontu 1796–1869       | Ida z Waldeck-Pyrmontu 1796–1869       |                                 |                                 |                                               |                                               |                                               |                                               |                                                 |                                                 |                                                 |                                                 |                                                 |                                                 |                              |                              |                                                                  |                                                                  |                                                                  |                                                                  |                                                                  |                                                                  |                                          |                                          |                                          |                                          |                                          |                                          |                                          |                                          |                                    |                                    |                                         |                                         |                                         |                                         |                                         |                                         |                                         |                                         |                                                  |                                                  |                                                  |                                                  |                                                  |                                                  |  |  |                          |                          |                          |                          |                          |                          |  |  |
|                                                  |                                                  |                                                  |                                                  |                                                  |                                                  |                                        |                                        |                                        |                                        |                                        |                                        | Jiří Vilém ze Schaumburg-Lippe 1784–1860 1. kníže | Jiří Vilém ze Schaumburg-Lippe 1784–1860 1. kníže | Jiří Vilém ze Schaumburg-Lippe 1784–1860 1. kníže | Jiří Vilém ze Schaumburg-Lippe 1784–1860 1. kníže | Jiří Vilém ze Schaumburg-Lippe 1784–1860 1. kníže | Jiří Vilém ze Schaumburg-Lippe 1784–1860 1. kníže |                                         |                                         | Ida z Waldeck-Pyrmontu 1796–1869        | Ida z Waldeck-Pyrmontu 1796–1869        | Ida z Waldeck-Pyrmontu 1796–1869       | Ida z Waldeck-Pyrmontu 1796–1869       | Ida z Waldeck-Pyrmontu 1796–1869       | Ida z Waldeck-Pyrmontu 1796–1869       |                                 |                                 |                                               |                                               |                                               |                                               |                                                 |                                                 |                                                 |                                                 |                                                 |                                                 |                              |                              |                                                                  |                                                                  |                                                                  |                                                                  |                                                                  |                                                                  |                                          |                                          |                                          |                                          |                                          |                                          |                                          |                                          |                                    |                                    |                                         |                                         |                                         |                                         |                                         |                                         |                                         |                                         |                                                  |                                                  |                                                  |                                                  |                                                  |                                                  |  |  |                          |                          |                          |                          |                          |                          |  |  |
|                                                  |                                                  |                                                  |                                                  |                                                  |                                                  |                                        |                                        |                                        |                                        |                                        |                                        |                                                   |                                                   |                                                   |                                                   |                                                   |                                                   |                                         |                                         |                                         |                                         |                                        |                                        |                                        |                                        |                                 |                                 |                                               |                                               |                                               |                                               |                                                 |                                                 |                                                 |                                                 |                                                 |                                                 |                              |                              |                                                                  |                                                                  |                                                                  |                                                                  |                                                                  |                                                                  |                                          |                                          |                                          |                                          |                                          |                                          |                                          |                                          |                                    |                                    |                                         |                                         |                                         |                                         |                                         |                                         |                                         |                                         |                                                  |                                                  |                                                  |                                                  |                                                  |                                                  |  |  |                          |                          |                          |                          |                          |                          |  |  |
|                                                  |                                                  |                                                  |                                                  |                                                  |                                                  |                                        |                                        |                                        |                                        |                                        |                                        |                                                   |                                                   |                                                   |                                                   |                                                   |                                                   |                                         |                                         |                                         |                                         |                                        |                                        |                                        |                                        |                                 |                                 |                                               |                                               |                                               |                                               |                                                 |                                                 |                                                 |                                                 |                                                 |                                                 |                              |                              |                                                                  |                                                                  |                                                                  |                                                                  |                                                                  |                                                                  |                                          |                                          |                                          |                                          |                                          |                                          |                                          |                                          |                                    |                                    |                                         |                                         |                                         |                                         |                                         |                                         |                                         |                                         |                                                  |                                                  |                                                  |                                                  |                                                  |                                                  |  |  |                          |                          |                          |                          |                          |                          |  |  |
| Adolf I. ze Schaumburg-Lippe 1817–1893 2. kníže  | Adolf I. ze Schaumburg-Lippe 1817–1893 2. kníže  | Adolf I. ze Schaumburg-Lippe 1817–1893 2. kníže  | Adolf I. ze Schaumburg-Lippe 1817–1893 2. kníže  | Adolf I. ze Schaumburg-Lippe 1817–1893 2. kníže  | Adolf I. ze Schaumburg-Lippe 1817–1893 2. kníže  |                                        |                                        | Hermína z Waldeck-Pyrmontu 1827–1910   | Hermína z Waldeck-Pyrmontu 1827–1910   | Hermína z Waldeck-Pyrmontu 1827–1910   | Hermína z Waldeck-Pyrmontu 1827–1910   | Hermína z Waldeck-Pyrmontu 1827–1910              | Hermína z Waldeck-Pyrmontu 1827–1910              |                                                   |                                                   | Matylda ze Schaumburg-Lippe 1818–1891             | Matylda ze Schaumburg-Lippe 1818–1891             | Matylda ze Schaumburg-Lippe 1818–1891   | Matylda ze Schaumburg-Lippe 1818–1891   | Matylda ze Schaumburg-Lippe 1818–1891   | Matylda ze Schaumburg-Lippe 1818–1891   |                                        |                                        | Evžen z Württembergu 1820–1875         | Evžen z Württembergu 1820–1875         | Evžen z Württembergu 1820–1875  | Evžen z Württembergu 1820–1875  | Evžen z Württembergu 1820–1875                | Evžen z Württembergu 1820–1875                |                                               |                                               | Adléta (Adelheid) ze Schaumburg-Lippe 1821–1899 | Adléta (Adelheid) ze Schaumburg-Lippe 1821–1899 | Adléta (Adelheid) ze Schaumburg-Lippe 1821–1899 | Adléta (Adelheid) ze Schaumburg-Lippe 1821–1899 | Adléta (Adelheid) ze Schaumburg-Lippe 1821–1899 | Adléta (Adelheid) ze Schaumburg-Lippe 1821–1899 |                              |                              | Bedřich Šlesvicko-Holštýnsko-Sonderbursko-Glücksburský 1814–1885 | Bedřich Šlesvicko-Holštýnsko-Sonderbursko-Glücksburský 1814–1885 | Bedřich Šlesvicko-Holštýnsko-Sonderbursko-Glücksburský 1814–1885 | Bedřich Šlesvicko-Holštýnsko-Sonderbursko-Glücksburský 1814–1885 | Bedřich Šlesvicko-Holštýnsko-Sonderbursko-Glücksburský 1814–1885 | Bedřich Šlesvicko-Holštýnsko-Sonderbursko-Glücksburský 1814–1885 |                                          |                                          | 4. Vilém ze Schaumburg-Lippe 1834–1906   | 4. Vilém ze Schaumburg-Lippe 1834–1906   | 4. Vilém ze Schaumburg-Lippe 1834–1906   | 4. Vilém ze Schaumburg-Lippe 1834–1906   | 4. Vilém ze Schaumburg-Lippe 1834–1906   | 4. Vilém ze Schaumburg-Lippe 1834–1906   |                                    |                                    | 3. Batilda Anhaltsko-Desavská 1837–1902 | 3. Batilda Anhaltsko-Desavská 1837–1902 | 3. Batilda Anhaltsko-Desavská 1837–1902 | 3. Batilda Anhaltsko-Desavská 1837–1902 | 3. Batilda Anhaltsko-Desavská 1837–1902 | 3. Batilda Anhaltsko-Desavská 1837–1902 |                                         |                                         | Alžběta ze Schaumburg-Lippe 1841–1926            | Alžběta ze Schaumburg-Lippe 1841–1926            | Alžběta ze Schaumburg-Lippe 1841–1926            | Alžběta ze Schaumburg-Lippe 1841–1926            | Alžběta ze Schaumburg-Lippe 1841–1926            | Alžběta ze Schaumburg-Lippe 1841–1926            |  |  | Vilém Hanavský 1836–1902 | Vilém Hanavský 1836–1902 | Vilém Hanavský 1836–1902 | Vilém Hanavský 1836–1902 | Vilém Hanavský 1836–1902 | Vilém Hanavský 1836–1902 |  |  |
| Adolf I. ze Schaumburg-Lippe 1817–1893 2. kníže  | Adolf I. ze Schaumburg-Lippe 1817–1893 2. kníže  | Adolf I. ze Schaumburg-Lippe 1817–1893 2. kníže  | Adolf I. ze Schaumburg-Lippe 1817–1893 2. kníže  | Adolf I. ze Schaumburg-Lippe 1817–1893 2. kníže  | Adolf I. ze Schaumburg-Lippe 1817–1893 2. kníže  |                                        |                                        | Hermína z Waldeck-Pyrmontu 1827–1910   | Hermína z Waldeck-Pyrmontu 1827–1910   | Hermína z Waldeck-Pyrmontu 1827–1910   | Hermína z Waldeck-Pyrmontu 1827–1910   | Hermína z Waldeck-Pyrmontu 1827–1910              | Hermína z Waldeck-Pyrmontu 1827–1910              |                                                   |                                                   | Matylda ze Schaumburg-Lippe 1818–1891             | Matylda ze Schaumburg-Lippe 1818–1891             | Matylda ze Schaumburg-Lippe 1818–1891   | Matylda ze Schaumburg-Lippe 1818–1891   | Matylda ze Schaumburg-Lippe 1818–1891   | Matylda ze Schaumburg-Lippe 1818–1891   |                                        |                                        | Evžen z Württembergu 1820–1875         | Evžen z Württembergu 1820–1875         | Evžen z Württembergu 1820–1875  | Evžen z Württembergu 1820–1875  | Evžen z Württembergu 1820–1875                | Evžen z Württembergu 1820–1875                |                                               |                                               | Adléta (Adelheid) ze Schaumburg-Lippe 1821–1899 | Adléta (Adelheid) ze Schaumburg-Lippe 1821–1899 | Adléta (Adelheid) ze Schaumburg-Lippe 1821–1899 | Adléta (Adelheid) ze Schaumburg-Lippe 1821–1899 | Adléta (Adelheid) ze Schaumburg-Lippe 1821–1899 | Adléta (Adelheid) ze Schaumburg-Lippe 1821–1899 |                              |                              | Bedřich Šlesvicko-Holštýnsko-Sonderbursko-Glücksburský 1814–1885 | Bedřich Šlesvicko-Holštýnsko-Sonderbursko-Glücksburský 1814–1885 | Bedřich Šlesvicko-Holštýnsko-Sonderbursko-Glücksburský 1814–1885 | Bedřich Šlesvicko-Holštýnsko-Sonderbursko-Glücksburský 1814–1885 | Bedřich Šlesvicko-Holštýnsko-Sonderbursko-Glücksburský 1814–1885 | Bedřich Šlesvicko-Holštýnsko-Sonderbursko-Glücksburský 1814–1885 |                                          |                                          | 4. Vilém ze Schaumburg-Lippe 1834–1906   | 4. Vilém ze Schaumburg-Lippe 1834–1906   | 4. Vilém ze Schaumburg-Lippe 1834–1906   | 4. Vilém ze Schaumburg-Lippe 1834–1906   | 4. Vilém ze Schaumburg-Lippe 1834–1906   | 4. Vilém ze Schaumburg-Lippe 1834–1906   |                                    |                                    | 3. Batilda Anhaltsko-Desavská 1837–1902 | 3. Batilda Anhaltsko-Desavská 1837–1902 | 3. Batilda Anhaltsko-Desavská 1837–1902 | 3. Batilda Anhaltsko-Desavská 1837–1902 | 3. Batilda Anhaltsko-Desavská 1837–1902 | 3. Batilda Anhaltsko-Desavská 1837–1902 |                                         |                                         | Alžběta ze Schaumburg-Lippe 1841–1926            | Alžběta ze Schaumburg-Lippe 1841–1926            | Alžběta ze Schaumburg-Lippe 1841–1926            | Alžběta ze Schaumburg-Lippe 1841–1926            | Alžběta ze Schaumburg-Lippe 1841–1926            | Alžběta ze Schaumburg-Lippe 1841–1926            |  |  | Vilém Hanavský 1836–1902 | Vilém Hanavský 1836–1902 | Vilém Hanavský 1836–1902 | Vilém Hanavský 1836–1902 | Vilém Hanavský 1836–1902 | Vilém Hanavský 1836–1902 |  |  |
|                                                  |                                                  |                                                  |                                                  |                                                  |                                                  |                                        |                                        |                                        |                                        |                                        |                                        |                                                   |                                                   |                                                   |                                                   |                                                   |                                                   |                                         |                                         |                                         |                                         |                                        |                                        |                                        |                                        |                                 |                                 |                                               |                                               |                                               |                                               |                                                 |                                                 |                                                 |                                                 |                                                 |                                                 |                              |                              |                                                                  |                                                                  |                                                                  |                                                                  |                                                                  |                                                                  |                                          |                                          |                                          |                                          |                                          |                                          |                                          |                                          |                                    |                                    |                                         |                                         |                                         |                                         |                                         |                                         |                                         |                                         |                                                  |                                                  |                                                  |                                                  |                                                  |                                                  |  |  |                          |                          |                          |                          |                          |                          |  |  |
|                                                  |                                                  |                                                  |                                                  |                                                  |                                                  |                                        |                                        |                                        |                                        |                                        |                                        |                                                   |                                                   |                                                   |                                                   |                                                   |                                                   |                                         |                                         |                                         |                                         |                                        |                                        |                                        |                                        |                                 |                                 |                                               |                                               |                                               |                                               |                                                 |                                                 |                                                 |                                                 |                                                 |                                                 |                              |                              |                                                                  |                                                                  |                                                                  |                                                                  |                                                                  |                                                                  |                                          |                                          |                                          |                                          |                                          |                                          |                                          |                                          |                                    |                                    |                                         |                                         |                                         |                                         |                                         |                                         |                                         |                                         |                                                  |                                                  |                                                  |                                                  |                                                  |                                                  |  |  |                          |                          |                          |                          |                          |                          |  |  |
| Charlotte ze Schaumburg-Lippe 1864–1946          | Charlotte ze Schaumburg-Lippe 1864–1946          | Charlotte ze Schaumburg-Lippe 1864–1946          | Charlotte ze Schaumburg-Lippe 1864–1946          | Charlotte ze Schaumburg-Lippe 1864–1946          | Charlotte ze Schaumburg-Lippe 1864–1946          |                                        |                                        | Vilém II. Württemberský 1848–1921      | Vilém II. Württemberský 1848–1921      | Vilém II. Württemberský 1848–1921      | Vilém II. Württemberský 1848–1921      | Vilém II. Württemberský 1848–1921                 | Vilém II. Württemberský 1848–1921                 |                                                   |                                                   | Alexandra ze Schaumburg-Lippe 1879–1949           | Alexandra ze Schaumburg-Lippe 1879–1949           | Alexandra ze Schaumburg-Lippe 1879–1949 | Alexandra ze Schaumburg-Lippe 1879–1949 | Alexandra ze Schaumburg-Lippe 1879–1949 | Alexandra ze Schaumburg-Lippe 1879–1949 |                                        |                                        | I. Elsa Württemberská 1876–1936        | I. Elsa Württemberská 1876–1936        | I. Elsa Württemberská 1876–1936 | I. Elsa Württemberská 1876–1936 | I. Elsa Württemberská 1876–1936               | I. Elsa Württemberská 1876–1936               |                                               |                                               | Albrecht ze Schaumburg-Lippe 1869–1942          | Albrecht ze Schaumburg-Lippe 1869–1942          | Albrecht ze Schaumburg-Lippe 1869–1942          | Albrecht ze Schaumburg-Lippe 1869–1942          | Albrecht ze Schaumburg-Lippe 1869–1942          | Albrecht ze Schaumburg-Lippe 1869–1942          |                              |                              | II. Maria Herget 1897–1942                                       | II. Maria Herget 1897–1942                                       | II. Maria Herget 1897–1942                                       | II. Maria Herget 1897–1942                                       | II. Maria Herget 1897–1942                                       | II. Maria Herget 1897–1942                                       |                                          |                                          | Maxmilián ze Schaumburg-Lippe 1871–1904  | Maxmilián ze Schaumburg-Lippe 1871–1904  | Maxmilián ze Schaumburg-Lippe 1871–1904  | Maxmilián ze Schaumburg-Lippe 1871–1904  | Maxmilián ze Schaumburg-Lippe 1871–1904  | Maxmilián ze Schaumburg-Lippe 1871–1904  |                                    |                                    | Olga Württemberská 1876–1932            | Olga Württemberská 1876–1932            | Olga Württemberská 1876–1932            | Olga Württemberská 1876–1932            | Olga Württemberská 1876–1932            | Olga Württemberská 1876–1932            |                                         |                                         | 2. František Josef ze Schaumburg-Lippe 1865–1881 | 2. František Josef ze Schaumburg-Lippe 1865–1881 | 2. František Josef ze Schaumburg-Lippe 1865–1881 | 2. František Josef ze Schaumburg-Lippe 1865–1881 | 2. František Josef ze Schaumburg-Lippe 1865–1881 | 2. František Josef ze Schaumburg-Lippe 1865–1881 |  |  |                          |                          |                          |                          |                          |                          |  |  |
| Charlotte ze Schaumburg-Lippe 1864–1946          | Charlotte ze Schaumburg-Lippe 1864–1946          | Charlotte ze Schaumburg-Lippe 1864–1946          | Charlotte ze Schaumburg-Lippe 1864–1946          | Charlotte ze Schaumburg-Lippe 1864–1946          | Charlotte ze Schaumburg-Lippe 1864–1946          |                                        |                                        | Vilém II. Württemberský 1848–1921      | Vilém II. Württemberský 1848–1921      | Vilém II. Württemberský 1848–1921      | Vilém II. Württemberský 1848–1921      | Vilém II. Württemberský 1848–1921                 | Vilém II. Württemberský 1848–1921                 |                                                   |                                                   | Alexandra ze Schaumburg-Lippe 1879–1949           | Alexandra ze Schaumburg-Lippe 1879–1949           | Alexandra ze Schaumburg-Lippe 1879–1949 | Alexandra ze Schaumburg-Lippe 1879–1949 | Alexandra ze Schaumburg-Lippe 1879–1949 | Alexandra ze Schaumburg-Lippe 1879–1949 |                                        |                                        | I. Elsa Württemberská 1876–1936        | I. Elsa Württemberská 1876–1936        | I. Elsa Württemberská 1876–1936 | I. Elsa Württemberská 1876–1936 | I. Elsa Württemberská 1876–1936               | I. Elsa Württemberská 1876–1936               |                                               |                                               | Albrecht ze Schaumburg-Lippe 1869–1942          | Albrecht ze Schaumburg-Lippe 1869–1942          | Albrecht ze Schaumburg-Lippe 1869–1942          | Albrecht ze Schaumburg-Lippe 1869–1942          | Albrecht ze Schaumburg-Lippe 1869–1942          | Albrecht ze Schaumburg-Lippe 1869–1942          |                              |                              | II. Maria Herget 1897–1942                                       | II. Maria Herget 1897–1942                                       | II. Maria Herget 1897–1942                                       | II. Maria Herget 1897–1942                                       | II. Maria Herget 1897–1942                                       | II. Maria Herget 1897–1942                                       |                                          |                                          | Maxmilián ze Schaumburg-Lippe 1871–1904  | Maxmilián ze Schaumburg-Lippe 1871–1904  | Maxmilián ze Schaumburg-Lippe 1871–1904  | Maxmilián ze Schaumburg-Lippe 1871–1904  | Maxmilián ze Schaumburg-Lippe 1871–1904  | Maxmilián ze Schaumburg-Lippe 1871–1904  |                                    |                                    | Olga Württemberská 1876–1932            | Olga Württemberská 1876–1932            | Olga Württemberská 1876–1932            | Olga Württemberská 1876–1932            | Olga Württemberská 1876–1932            | Olga Württemberská 1876–1932            |                                         |                                         | 2. František Josef ze Schaumburg-Lippe 1865–1881 | 2. František Josef ze Schaumburg-Lippe 1865–1881 | 2. František Josef ze Schaumburg-Lippe 1865–1881 | 2. František Josef ze Schaumburg-Lippe 1865–1881 | 2. František Josef ze Schaumburg-Lippe 1865–1881 | 2. František Josef ze Schaumburg-Lippe 1865–1881 |  |  |                          |                          |                          |                          |                          |                          |  |  |
|                                                  |                                                  |                                                  |                                                  |                                                  |                                                  |                                        |                                        |                                        |                                        |                                        |                                        |                                                   |                                                   |                                                   |                                                   |                                                   |                                                   |                                         |                                         |                                         |                                         |                                        |                                        |                                        |                                        |                                 |                                 |                                               |                                               |                                               |                                               |                                                 |                                                 |                                                 |                                                 |                                                 |                                                 |                              |                              |                                                                  |                                                                  |                                                                  |                                                                  |                                                                  |                                                                  |                                          |                                          |                                          |                                          |                                          |                                          |                                          |                                          |                                    |                                    |                                         |                                         |                                         |                                         |                                         |                                         |                                         |                                         |                                                  |                                                  |                                                  |                                                  |                                                  |                                                  |  |  |                          |                          |                          |                          |                          |                          |  |  |
|                                                  |                                                  |                                                  |                                                  |                                                  |                                                  |                                        |                                        |                                        |                                        |                                        |                                        |                                                   |                                                   |                                                   |                                                   |                                                   |                                                   |                                         |                                         |                                         |                                         |                                        |                                        |                                        |                                        |                                 |                                 |                                               |                                               |                                               |                                               |                                                 |                                                 |                                                 |                                                 |                                                 |                                                 |                              |                              |                                                                  |                                                                  |                                                                  |                                                                  |                                                                  |                                                                  |                                          |                                          |                                          |                                          |                                          |                                          |                                          |                                          |                                    |                                    |                                         |                                         |                                         |                                         |                                         |                                         |                                         |                                         |                                                  |                                                  |                                                  |                                                  |                                                  |                                                  |  |  |                          |                          |                          |                          |                          |                          |  |  |
|                                                  |                                                  |                                                  |                                                  | Friedrich z Waldeck-Pyrmontu 1865–1946           | Friedrich z Waldeck-Pyrmontu 1865–1946           | Friedrich z Waldeck-Pyrmontu 1865–1946 | Friedrich z Waldeck-Pyrmontu 1865–1946 | Friedrich z Waldeck-Pyrmontu 1865–1946 | Friedrich z Waldeck-Pyrmontu 1865–1946 |                                        |                                        | Bathildis ze Schaumburg-Lippe 1873–1962           | Bathildis ze Schaumburg-Lippe 1873–1962           | Bathildis ze Schaumburg-Lippe 1873–1962           | Bathildis ze Schaumburg-Lippe 1873–1962           | Bathildis ze Schaumburg-Lippe 1873–1962           | Bathildis ze Schaumburg-Lippe 1873–1962           |                                         |                                         | Adelheid ze Schaumburg-Lippe 1875–1971  | Adelheid ze Schaumburg-Lippe 1875–1971  | Adelheid ze Schaumburg-Lippe 1875–1971 | Adelheid ze Schaumburg-Lippe 1875–1971 | Adelheid ze Schaumburg-Lippe 1875–1971 | Adelheid ze Schaumburg-Lippe 1875–1971 |                                 |                                 | Arnošt II. Sasko-Altenburský 1871–1955        | Arnošt II. Sasko-Altenburský 1871–1955        | Arnošt II. Sasko-Altenburský 1871–1955        | Arnošt II. Sasko-Altenburský 1871–1955        | Arnošt II. Sasko-Altenburský 1871–1955          | Arnošt II. Sasko-Altenburský 1871–1955          |                                                 |                                                 | I. 5. Luisa Dánská 1875–1906                    | I. 5. Luisa Dánská 1875–1906                    | I. 5. Luisa Dánská 1875–1906 | I. 5. Luisa Dánská 1875–1906 | I. 5. Luisa Dánská 1875–1906                                     | I. 5. Luisa Dánská 1875–1906                                     |                                                                  |                                                                  | 6. Bedřich ze Schaumburg-Lippe 1868–1945                         | 6. Bedřich ze Schaumburg-Lippe 1868–1945                         | 6. Bedřich ze Schaumburg-Lippe 1868–1945 | 6. Bedřich ze Schaumburg-Lippe 1868–1945 | 6. Bedřich ze Schaumburg-Lippe 1868–1945 | 6. Bedřich ze Schaumburg-Lippe 1868–1945 |                                          |                                          | II. Antoinette Anhaltská 1885–1963       | II. Antoinette Anhaltská 1885–1963       | II. Antoinette Anhaltská 1885–1963 | II. Antoinette Anhaltská 1885–1963 | II. Antoinette Anhaltská 1885–1963      | II. Antoinette Anhaltská 1885–1963      |                                         |                                         | 1. chlapec ze Schaumburg-Lippe */† 1874 | 1. chlapec ze Schaumburg-Lippe */† 1874 | 1. chlapec ze Schaumburg-Lippe */† 1874 | 1. chlapec ze Schaumburg-Lippe */† 1874 | 1. chlapec ze Schaumburg-Lippe */† 1874          | 1. chlapec ze Schaumburg-Lippe */† 1874          |                                                  |                                                  |                                                  |                                                  |  |  |                          |                          |                          |                          |                          |                          |  |  |
|                                                  |                                                  |                                                  |                                                  | Friedrich z Waldeck-Pyrmontu 1865–1946           | Friedrich z Waldeck-Pyrmontu 1865–1946           | Friedrich z Waldeck-Pyrmontu 1865–1946 | Friedrich z Waldeck-Pyrmontu 1865–1946 | Friedrich z Waldeck-Pyrmontu 1865–1946 | Friedrich z Waldeck-Pyrmontu 1865–1946 |                                        |                                        | Bathildis ze Schaumburg-Lippe 1873–1962           | Bathildis ze Schaumburg-Lippe 1873–1962           | Bathildis ze Schaumburg-Lippe 1873–1962           | Bathildis ze Schaumburg-Lippe 1873–1962           | Bathildis ze Schaumburg-Lippe 1873–1962           | Bathildis ze Schaumburg-Lippe 1873–1962           |                                         |                                         | Adelheid ze Schaumburg-Lippe 1875–1971  | Adelheid ze Schaumburg-Lippe 1875–1971  | Adelheid ze Schaumburg-Lippe 1875–1971 | Adelheid ze Schaumburg-Lippe 1875–1971 | Adelheid ze Schaumburg-Lippe 1875–1971 | Adelheid ze Schaumburg-Lippe 1875–1971 |                                 |                                 | Arnošt II. Sasko-Altenburský 1871–1955        | Arnošt II. Sasko-Altenburský 1871–1955        | Arnošt II. Sasko-Altenburský 1871–1955        | Arnošt II. Sasko-Altenburský 1871–1955        | Arnošt II. Sasko-Altenburský 1871–1955          | Arnošt II. Sasko-Altenburský 1871–1955          |                                                 |                                                 | I. 5. Luisa Dánská 1875–1906                    | I. 5. Luisa Dánská 1875–1906                    | I. 5. Luisa Dánská 1875–1906 | I. 5. Luisa Dánská 1875–1906 | I. 5. Luisa Dánská 1875–1906                                     | I. 5. Luisa Dánská 1875–1906                                     |                                                                  |                                                                  | 6. Bedřich ze Schaumburg-Lippe 1868–1945                         | 6. Bedřich ze Schaumburg-Lippe 1868–1945                         | 6. Bedřich ze Schaumburg-Lippe 1868–1945 | 6. Bedřich ze Schaumburg-Lippe 1868–1945 | 6. Bedřich ze Schaumburg-Lippe 1868–1945 | 6. Bedřich ze Schaumburg-Lippe 1868–1945 |                                          |                                          | II. Antoinette Anhaltská 1885–1963       | II. Antoinette Anhaltská 1885–1963       | II. Antoinette Anhaltská 1885–1963 | II. Antoinette Anhaltská 1885–1963 | II. Antoinette Anhaltská 1885–1963      | II. Antoinette Anhaltská 1885–1963      |                                         |                                         | 1. chlapec ze Schaumburg-Lippe */† 1874 | 1. chlapec ze Schaumburg-Lippe */† 1874 | 1. chlapec ze Schaumburg-Lippe */† 1874 | 1. chlapec ze Schaumburg-Lippe */† 1874 | 1. chlapec ze Schaumburg-Lippe */† 1874          | 1. chlapec ze Schaumburg-Lippe */† 1874          |                                                  |                                                  |                                                  |                                                  |  |  |                          |                          |                          |                          |                          |                          |  |  |
|                                                  |                                                  |                                                  |                                                  |                                                  |                                                  |                                        |                                        |                                        |                                        |                                        |                                        |                                                   |                                                   |                                                   |                                                   |                                                   |                                                   |                                         |                                         |                                         |                                         |                                        |                                        |                                        |                                        |                                 |                                 |                                               |                                               |                                               |                                               |                                                 |                                                 |                                                 |                                                 |                                                 |                                                 |                              |                              |                                                                  |                                                                  |                                                                  |                                                                  |                                                                  |                                                                  |                                          |                                          |                                          |                                          |                                          |                                          |                                          |                                          |                                    |                                    |                                         |                                         |                                         |                                         |                                         |                                         |                                         |                                         |                                                  |                                                  |                                                  |                                                  |                                                  |                                                  |  |  |                          |                          |                          |                          |                          |                          |  |  |
|                                                  |                                                  |                                                  |                                                  |                                                  |                                                  |                                        |                                        |                                        |                                        |                                        |                                        |                                                   |                                                   |                                                   |                                                   |                                                   |                                                   |                                         |                                         |                                         |                                         |                                        |                                        |                                        |                                        |                                 |                                 |                                               |                                               |                                               |                                               |                                                 |                                                 |                                                 |                                                 |                                                 |                                                 |                              |                              |                                                                  |                                                                  |                                                                  |                                                                  |                                                                  |                                                                  |                                          |                                          |                                          |                                          |                                          |                                          |                                          |                                          |                                    |                                    |                                         |                                         |                                         |                                         |                                         |                                         |                                         |                                         |                                                  |                                                  |                                                  |                                                  |                                                  |                                                  |  |  |                          |                          |                          |                          |                          |                          |  |  |
| Marie Lusie Dagmar ze Schaumburg-Lippe 1897–1938 | Marie Lusie Dagmar ze Schaumburg-Lippe 1897–1938 | Marie Lusie Dagmar ze Schaumburg-Lippe 1897–1938 | Marie Lusie Dagmar ze Schaumburg-Lippe 1897–1938 | Marie Lusie Dagmar ze Schaumburg-Lippe 1897–1938 | Marie Lusie Dagmar ze Schaumburg-Lippe 1897–1938 |                                        |                                        | Fridrich Pruský 1891–1927              | Fridrich Pruský 1891–1927              | Fridrich Pruský 1891–1927              | Fridrich Pruský 1891–1927              | Fridrich Pruský 1891–1927                         | Fridrich Pruský 1891–1927                         |                                                   |                                                   | Christian ze Schaumburg-Lippe 1898–1974           | Christian ze Schaumburg-Lippe 1898–1974           | Christian ze Schaumburg-Lippe 1898–1974 | Christian ze Schaumburg-Lippe 1898–1974 | Christian ze Schaumburg-Lippe 1898–1974 | Christian ze Schaumburg-Lippe 1898–1974 |                                        |                                        | Feodora Dánská 1910–1975               | Feodora Dánská 1910–1975               | Feodora Dánská 1910–1975        | Feodora Dánská 1910–1975        | Feodora Dánská 1910–1975                      | Feodora Dánská 1910–1975                      |                                               |                                               | Viktor Adolf z Bentheim-Steinfurtu 1883–1961    | Viktor Adolf z Bentheim-Steinfurtu 1883–1961    | Viktor Adolf z Bentheim-Steinfurtu 1883–1961    | Viktor Adolf z Bentheim-Steinfurtu 1883–1961    | Viktor Adolf z Bentheim-Steinfurtu 1883–1961    | Viktor Adolf z Bentheim-Steinfurtu 1883–1961    |                              |                              | Stephanie ze Schaumburg-Lippe 1899–1925                          | Stephanie ze Schaumburg-Lippe 1899–1925                          | Stephanie ze Schaumburg-Lippe 1899–1925                          | Stephanie ze Schaumburg-Lippe 1899–1925                          | Stephanie ze Schaumburg-Lippe 1899–1925                          | Stephanie ze Schaumburg-Lippe 1899–1925                          |                                          |                                          | 7. Leopold ze Schaumburg-Lippe 1910–2006 | 7. Leopold ze Schaumburg-Lippe 1910–2006 | 7. Leopold ze Schaumburg-Lippe 1910–2006 | 7. Leopold ze Schaumburg-Lippe 1910–2006 | 7. Leopold ze Schaumburg-Lippe 1910–2006 | 7. Leopold ze Schaumburg-Lippe 1910–2006 |                                    |                                    | Wilhelm ze Schaumburg-Lippe 1912–1938   | Wilhelm ze Schaumburg-Lippe 1912–1938   | Wilhelm ze Schaumburg-Lippe 1912–1938   | Wilhelm ze Schaumburg-Lippe 1912–1938   | Wilhelm ze Schaumburg-Lippe 1912–1938   | Wilhelm ze Schaumburg-Lippe 1912–1938   |                                         |                                         |                                                  |                                                  |                                                  |                                                  |                                                  |                                                  |  |  |                          |                          |                          |                          |                          |                          |  |  |
| Marie Lusie Dagmar ze Schaumburg-Lippe 1897–1938 | Marie Lusie Dagmar ze Schaumburg-Lippe 1897–1938 | Marie Lusie Dagmar ze Schaumburg-Lippe 1897–1938 | Marie Lusie Dagmar ze Schaumburg-Lippe 1897–1938 | Marie Lusie Dagmar ze Schaumburg-Lippe 1897–1938 | Marie Lusie Dagmar ze Schaumburg-Lippe 1897–1938 |                                        |                                        | Fridrich Pruský 1891–1927              | Fridrich Pruský 1891–1927              | Fridrich Pruský 1891–1927              | Fridrich Pruský 1891–1927              | Fridrich Pruský 1891–1927                         | Fridrich Pruský 1891–1927                         |                                                   |                                                   | Christian ze Schaumburg-Lippe 1898–1974           | Christian ze Schaumburg-Lippe 1898–1974           | Christian ze Schaumburg-Lippe 1898–1974 | Christian ze Schaumburg-Lippe 1898–1974 | Christian ze Schaumburg-Lippe 1898–1974 | Christian ze Schaumburg-Lippe 1898–1974 |                                        |                                        | Feodora Dánská 1910–1975               | Feodora Dánská 1910–1975               | Feodora Dánská 1910–1975        | Feodora Dánská 1910–1975        | Feodora Dánská 1910–1975                      | Feodora Dánská 1910–1975                      |                                               |                                               | Viktor Adolf z Bentheim-Steinfurtu 1883–1961    | Viktor Adolf z Bentheim-Steinfurtu 1883–1961    | Viktor Adolf z Bentheim-Steinfurtu 1883–1961    | Viktor Adolf z Bentheim-Steinfurtu 1883–1961    | Viktor Adolf z Bentheim-Steinfurtu 1883–1961    | Viktor Adolf z Bentheim-Steinfurtu 1883–1961    |                              |                              | Stephanie ze Schaumburg-Lippe 1899–1925                          | Stephanie ze Schaumburg-Lippe 1899–1925                          | Stephanie ze Schaumburg-Lippe 1899–1925                          | Stephanie ze Schaumburg-Lippe 1899–1925                          | Stephanie ze Schaumburg-Lippe 1899–1925                          | Stephanie ze Schaumburg-Lippe 1899–1925                          |                                          |                                          | 7. Leopold ze Schaumburg-Lippe 1910–2006 | 7. Leopold ze Schaumburg-Lippe 1910–2006 | 7. Leopold ze Schaumburg-Lippe 1910–2006 | 7. Leopold ze Schaumburg-Lippe 1910–2006 | 7. Leopold ze Schaumburg-Lippe 1910–2006 | 7. Leopold ze Schaumburg-Lippe 1910–2006 |                                    |                                    | Wilhelm ze Schaumburg-Lippe 1912–1938   | Wilhelm ze Schaumburg-Lippe 1912–1938   | Wilhelm ze Schaumburg-Lippe 1912–1938   | Wilhelm ze Schaumburg-Lippe 1912–1938   | Wilhelm ze Schaumburg-Lippe 1912–1938   | Wilhelm ze Schaumburg-Lippe 1912–1938   |                                         |                                         |                                                  |                                                  |                                                  |                                                  |                                                  |                                                  |  |  |                          |                          |                          |                          |                          |                          |  |  |
|                                                  |                                                  |                                                  |                                                  |                                                  |                                                  |                                        |                                        |                                        |                                        |                                        |                                        |                                                   |                                                   |                                                   |                                                   |                                                   |                                                   |                                         |                                         |                                         |                                         |                                        |                                        |                                        |                                        |                                 |                                 |                                               |                                               |                                               |                                               |                                                 |                                                 |                                                 |                                                 |                                                 |                                                 |                              |                              |                                                                  |                                                                  |                                                                  |                                                                  |                                                                  |                                                                  |                                          |                                          |                                          |                                          |                                          |                                          |                                          |                                          |                                    |                                    |                                         |                                         |                                         |                                         |                                         |                                         |                                         |                                         |                                                  |                                                  |                                                  |                                                  |                                                  |                                                  |  |  |                          |                          |                          |                          |                          |                          |  |  |
|                                                  |                                                  |                                                  |                                                  |                                                  |                                                  |                                        |                                        |                                        |                                        |                                        |                                        |                                                   |                                                   |                                                   |                                                   |                                                   |                                                   |                                         |                                         |                                         |                                         |                                        |                                        |                                        |                                        |                                 |                                 |                                               |                                               |                                               |                                               |                                                 |                                                 |                                                 |                                                 |                                                 |                                                 |                              |                              |                                                                  |                                                                  |                                                                  |                                                                  |                                                                  |                                                                  |                                          |                                          |                                          |                                          |                                          |                                          |                                          |                                          |                                    |                                    |                                         |                                         |                                         |                                         |                                         |                                         |                                         |                                         |                                                  |                                                  |                                                  |                                                  |                                                  |                                                  |  |  |                          |                          |                          |                          |                          |                          |  |  |
| Wilhelm ze Schaumburg-Lippe 1939–?               | Wilhelm ze Schaumburg-Lippe 1939–?               | Wilhelm ze Schaumburg-Lippe 1939–?               | Wilhelm ze Schaumburg-Lippe 1939–?               | Wilhelm ze Schaumburg-Lippe 1939–?               | Wilhelm ze Schaumburg-Lippe 1939–?               |                                        |                                        | Ilona Hentschel von Gelgenheimb 1940–? | Ilona Hentschel von Gelgenheimb 1940–? | Ilona Hentschel von Gelgenheimb 1940–? | Ilona Hentschel von Gelgenheimb 1940–? | Ilona Hentschel von Gelgenheimb 1940–?            | Ilona Hentschel von Gelgenheimb 1940–?            |                                                   |                                                   | Marie-Louise ze Schaumburg-Lippe * 1945           | Marie-Louise ze Schaumburg-Lippe * 1945           | Marie-Louise ze Schaumburg-Lippe * 1945 | Marie-Louise ze Schaumburg-Lippe * 1945 | Marie-Louise ze Schaumburg-Lippe * 1945 | Marie-Louise ze Schaumburg-Lippe * 1945 |                                        |                                        | I. Anne-Lise Johansen 1946–1964        | I. Anne-Lise Johansen 1946–1964        | I. Anne-Lise Johansen 1946–1964 | I. Anne-Lise Johansen 1946–1964 | I. Anne-Lise Johansen 1946–1964               | I. Anne-Lise Johansen 1946–1964               |                                               |                                               | 8. Waldemar ze Schaumburg-Lippe 1940–2020       | 8. Waldemar ze Schaumburg-Lippe 1940–2020       | 8. Waldemar ze Schaumburg-Lippe 1940–2020       | 8. Waldemar ze Schaumburg-Lippe 1940–2020       | 8. Waldemar ze Schaumburg-Lippe 1940–2020       | 8. Waldemar ze Schaumburg-Lippe 1940–2020       |                              |                              | II. Karin Grundmann * 1962                                       | II. Karin Grundmann * 1962                                       | II. Karin Grundmann * 1962                                       | II. Karin Grundmann * 1962                                       | II. Karin Grundmann * 1962                                       | II. Karin Grundmann * 1962                                       |                                          |                                          | I. Petra Wera Kirstein 1910–2006         | I. Petra Wera Kirstein 1910–2006         | I. Petra Wera Kirstein 1910–2006         | I. Petra Wera Kirstein 1910–2006         | I. Petra Wera Kirstein 1910–2006         | I. Petra Wera Kirstein 1910–2006         |                                    |                                    | Harald ze Schaumburg-Lippe * 1948       | Harald ze Schaumburg-Lippe * 1948       | Harald ze Schaumburg-Lippe * 1948       | Harald ze Schaumburg-Lippe * 1948       | Harald ze Schaumburg-Lippe * 1948       | Harald ze Schaumburg-Lippe * 1948       |                                         |                                         | II. Gabrielle Hagemann * 1962                    | II. Gabrielle Hagemann * 1962                    | II. Gabrielle Hagemann * 1962                    | II. Gabrielle Hagemann * 1962                    | II. Gabrielle Hagemann * 1962                    | II. Gabrielle Hagemann * 1962                    |  |  |                          |                          |                          |                          |                          |                          |  |  |
| Wilhelm ze Schaumburg-Lippe 1939–?               | Wilhelm ze Schaumburg-Lippe 1939–?               | Wilhelm ze Schaumburg-Lippe 1939–?               | Wilhelm ze Schaumburg-Lippe 1939–?               | Wilhelm ze Schaumburg-Lippe 1939–?               | Wilhelm ze Schaumburg-Lippe 1939–?               |                                        |                                        | Ilona Hentschel von Gelgenheimb 1940–? | Ilona Hentschel von Gelgenheimb 1940–? | Ilona Hentschel von Gelgenheimb 1940–? | Ilona Hentschel von Gelgenheimb 1940–? | Ilona Hentschel von Gelgenheimb 1940–?            | Ilona Hentschel von Gelgenheimb 1940–?            |                                                   |                                                   | Marie-Louise ze Schaumburg-Lippe * 1945           | Marie-Louise ze Schaumburg-Lippe * 1945           | Marie-Louise ze Schaumburg-Lippe * 1945 | Marie-Louise ze Schaumburg-Lippe * 1945 | Marie-Louise ze Schaumburg-Lippe * 1945 | Marie-Louise ze Schaumburg-Lippe * 1945 |                                        |                                        | I. Anne-Lise Johansen 1946–1964        | I. Anne-Lise Johansen 1946–1964        | I. Anne-Lise Johansen 1946–1964 | I. Anne-Lise Johansen 1946–1964 | I. Anne-Lise Johansen 1946–1964               | I. Anne-Lise Johansen 1946–1964               |                                               |                                               | 8. Waldemar ze Schaumburg-Lippe 1940–2020       | 8. Waldemar ze Schaumburg-Lippe 1940–2020       | 8. Waldemar ze Schaumburg-Lippe 1940–2020       | 8. Waldemar ze Schaumburg-Lippe 1940–2020       | 8. Waldemar ze Schaumburg-Lippe 1940–2020       | 8. Waldemar ze Schaumburg-Lippe 1940–2020       |                              |                              | II. Karin Grundmann * 1962                                       | II. Karin Grundmann * 1962                                       | II. Karin Grundmann * 1962                                       | II. Karin Grundmann * 1962                                       | II. Karin Grundmann * 1962                                       | II. Karin Grundmann * 1962                                       |                                          |                                          | I. Petra Wera Kirstein 1910–2006         | I. Petra Wera Kirstein 1910–2006         | I. Petra Wera Kirstein 1910–2006         | I. Petra Wera Kirstein 1910–2006         | I. Petra Wera Kirstein 1910–2006         | I. Petra Wera Kirstein 1910–2006         |                                    |                                    | Harald ze Schaumburg-Lippe * 1948       | Harald ze Schaumburg-Lippe * 1948       | Harald ze Schaumburg-Lippe * 1948       | Harald ze Schaumburg-Lippe * 1948       | Harald ze Schaumburg-Lippe * 1948       | Harald ze Schaumburg-Lippe * 1948       |                                         |                                         | II. Gabrielle Hagemann * 1962                    | II. Gabrielle Hagemann * 1962                    | II. Gabrielle Hagemann * 1962                    | II. Gabrielle Hagemann * 1962                    | II. Gabrielle Hagemann * 1962                    | II. Gabrielle Hagemann * 1962                    |  |  |                          |                          |                          |                          |                          |                          |  |  |
|                                                  |                                                  |                                                  |                                                  |                                                  |                                                  |                                        |                                        |                                        |                                        |                                        |                                        |                                                   |                                                   |                                                   |                                                   |                                                   |                                                   |                                         |                                         |                                         |                                         |                                        |                                        |                                        |                                        |                                 |                                 |                                               |                                               |                                               |                                               |                                                 |                                                 |                                                 |                                                 |                                                 |                                                 |                              |                              |                                                                  |                                                                  |                                                                  |                                                                  |                                                                  |                                                                  |                                          |                                          |                                          |                                          |                                          |                                          |                                          |                                          |                                    |                                    |                                         |                                         |                                         |                                         |                                         |                                         |                                         |                                         |                                                  |                                                  |                                                  |                                                  |                                                  |                                                  |  |  |                          |                          |                          |                          |                          |                          |  |  |
|                                                  |                                                  |                                                  |                                                  |                                                  |                                                  |                                        |                                        |                                        |                                        |                                        |                                        |                                                   |                                                   |                                                   |                                                   |                                                   |                                                   |                                         |                                         |                                         |                                         |                                        |                                        |                                        |                                        |                                 |                                 |                                               |                                               |                                               |                                               |                                                 |                                                 |                                                 |                                                 |                                                 |                                                 |                              |                              |                                                                  |                                                                  |                                                                  |                                                                  |                                                                  |                                                                  |                                          |                                          |                                          |                                          |                                          |                                          |                                          |                                          |                                    |                                    |                                         |                                         |                                         |                                         |                                         |                                         |                                         |                                         |                                                  |                                                  |                                                  |                                                  |                                                  |                                                  |  |  |                          |                          |                          |                          |                          |                          |  |  |
| Christian ze Schaumburg-Lippe * 1971             | Christian ze Schaumburg-Lippe * 1971             | Christian ze Schaumburg-Lippe * 1971             | Christian ze Schaumburg-Lippe * 1971             | Christian ze Schaumburg-Lippe * 1971             | Christian ze Schaumburg-Lippe * 1971             |                                        |                                        | Desirée ze Schaumburg-Lippe * 1974     | Desirée ze Schaumburg-Lippe * 1974     | Desirée ze Schaumburg-Lippe * 1974     | Desirée ze Schaumburg-Lippe * 1974     | Desirée ze Schaumburg-Lippe * 1974                | Desirée ze Schaumburg-Lippe * 1974                |                                                   |                                                   | Michael Frederik Iuel * 1969                      | Michael Frederik Iuel * 1969                      | Michael Frederik Iuel * 1969            | Michael Frederik Iuel * 1969            | Michael Frederik Iuel * 1969            | Michael Frederik Iuel * 1969            |                                        |                                        |                                        |                                        |                                 |                                 | Eleonore-Christine ze Schaumburg-Lippe * 1978 | Eleonore-Christine ze Schaumburg-Lippe * 1978 | Eleonore-Christine ze Schaumburg-Lippe * 1978 | Eleonore-Christine ze Schaumburg-Lippe * 1978 | Eleonore-Christine ze Schaumburg-Lippe * 1978   | Eleonore-Christine ze Schaumburg-Lippe * 1978   |                                                 |                                                 |                                                 |                                                 |                              |                              |                                                                  |                                                                  |                                                                  |                                                                  |                                                                  |                                                                  |                                          |                                          |                                          |                                          |                                          |                                          |                                          |                                          |                                    |                                    |                                         |                                         |                                         |                                         |                                         |                                         |                                         |                                         |                                                  |                                                  |                                                  |                                                  |                                                  |                                                  |  |  |                          |                          |                          |                          |                          |                          |  |  |
| Christian ze Schaumburg-Lippe * 1971             | Christian ze Schaumburg-Lippe * 1971             | Christian ze Schaumburg-Lippe * 1971             | Christian ze Schaumburg-Lippe * 1971             | Christian ze Schaumburg-Lippe * 1971             | Christian ze Schaumburg-Lippe * 1971             |                                        |                                        | Desirée ze Schaumburg-Lippe * 1974     | Desirée ze Schaumburg-Lippe * 1974     | Desirée ze Schaumburg-Lippe * 1974     | Desirée ze Schaumburg-Lippe * 1974     | Desirée ze Schaumburg-Lippe * 1974                | Desirée ze Schaumburg-Lippe * 1974                |                                                   |                                                   | Michael Frederik Iuel * 1969                      | Michael Frederik Iuel * 1969                      | Michael Frederik Iuel * 1969            | Michael Frederik Iuel * 1969            | Michael Frederik Iuel * 1969            | Michael Frederik Iuel * 1969            |                                        |                                        |                                        |                                        |                                 |                                 | Eleonore-Christine ze Schaumburg-Lippe * 1978 | Eleonore-Christine ze Schaumburg-Lippe * 1978 | Eleonore-Christine ze Schaumburg-Lippe * 1978 | Eleonore-Christine ze Schaumburg-Lippe * 1978 | Eleonore-Christine ze Schaumburg-Lippe * 1978   | Eleonore-Christine ze Schaumburg-Lippe * 1978   |                                                 |                                                 |                                                 |                                                 |                              |                              |                                                                  |                                                                  |                                                                  |                                                                  |                                                                  |                                                                  |                                          |                                          |                                          |                                          |                                          |                                          |                                          |                                          |                                    |                                    |                                         |                                         |                                         |                                         |                                         |                                         |                                         |                                         |                                                  |                                                  |                                                  |                                                  |                                                  |                                                  |  |  |                          |                          |                          |                          |                          |                          |  |  |